# Karol Kręt

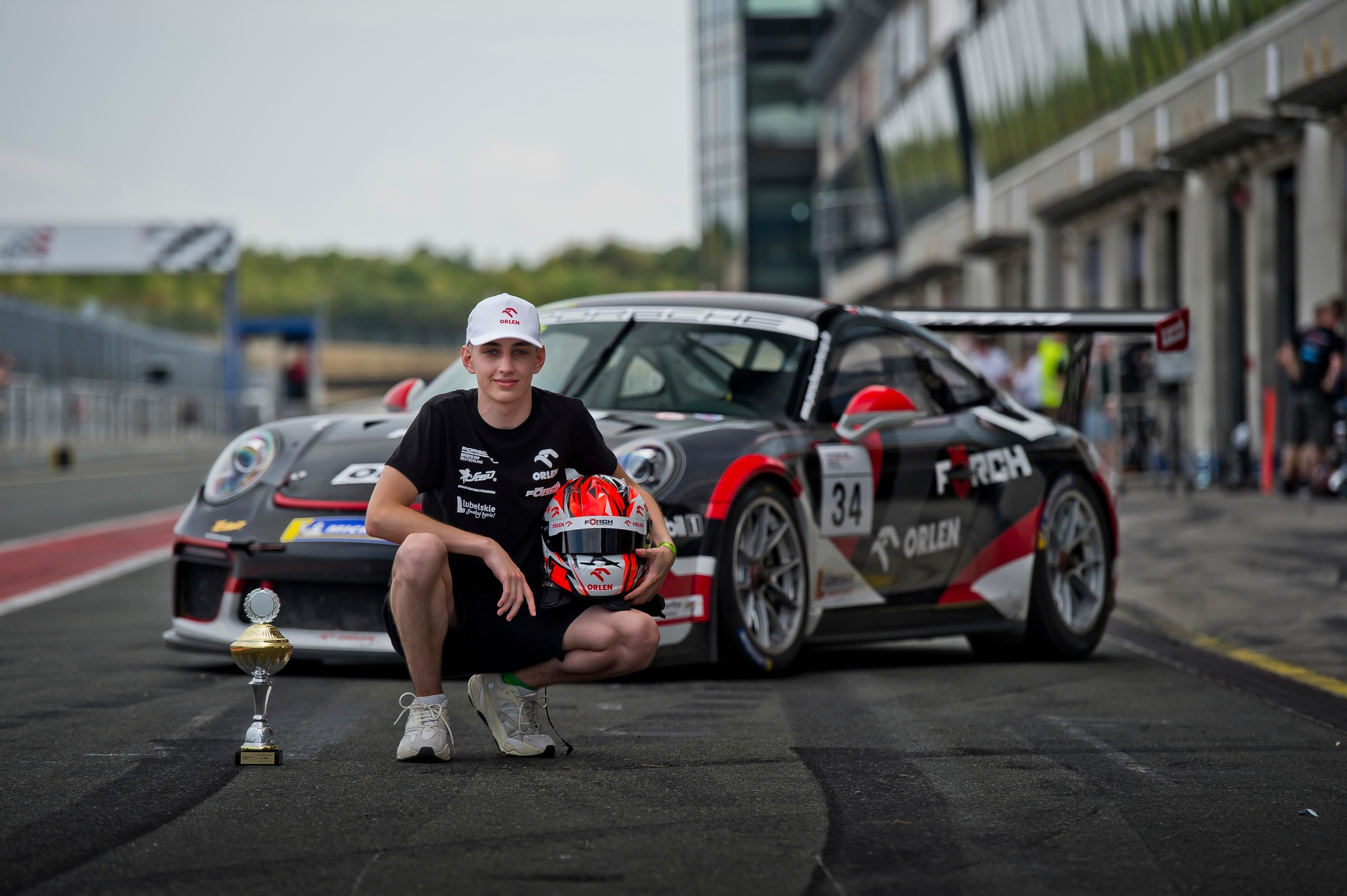
Karol Kręt z pucharem za wyścig z serii Porsche Sports Cup Deutschland

Karol Kręt (ur. 21 maja 2005) – polski kierowca wyścigowy, startujący w Porsche Sports Cup Deutschland od sezonu 2022 w zespole Förch Racing. Trzeci kierowca klasyfikacji generalnej Porsche Sports Cup Deutschland w kategorii 5C w sezonie 2022. Najmłodszy w historii zawodnik cyklu, który ukończył sezon na podium klasyfikacji generalnej.

## Życiorys

### Karting
Karol rywalizację rozpoczął jako 5-latek, wsiadając za kierownicę gokarta. W zawodach kartingowych rywalizował przez kolejnych 11 lat. Był uczestnikiem takich serii jak Rotax Euro Trophy, Rotax Grand Final, World Series Karting. Startował w mistrzostwach świata CIK FIA w kategorii KZ. 4-krotny mistrz Polski w kartingu oraz 4-krotny wicemistrz Polski. 

### Porsche Sports Cup Deutschland
Po 11 latach w zmaganiach kartingowych przesiadł się do samochodu wyścigowego i zdecydował się na start w prestiżowej serii. W grudniu 2021 poinformował o swoich planach startowych na kolejny sezon – dołączeniu do ekipy Förch Racing oraz rozpoczęciu rywalizacji w Porsche Sports Cup Deutschland, mając 17 lat. 
W debiutanckim sezonie wystartował we wszystkich 11 wyścigach, z których osiem zakończył na podium. Najlepiej poradził sobie w Misano we Włoszech, gdzie podczas nocnego startu pierwszego dnia zajął drugie miejsce, natomiast kolejnego dnia stanął na najwyższym stopniu podium. Regularne punktowanie w klasie 5C zapewniło mu spokój przed ostatnim weekendem wyścigowym sezonu, w którym miał zagwarantowane podium klasyfikacji generalnej. Na torze Hockenheimring dwukrotnie zameldował się w TOP3 i przypieczętował udany debiut w rywalizacji z seniorami.
W sezonie 2023 ponownie wystartuje w serii Porsche Sports Cup Deutschland, natomiast celem Kręta na sezon 2024 jest dołączenie do najbardziej prestiżowej serii wyścigowej Porsche – Porsche Super Cup. 

## Wyniki

### Porsche Sports Cup Deutschland
| Rok  | Zespół       | Wyniki w poszczególnych eliminacjach | Wyniki w poszczególnych eliminacjach | Wyniki w poszczególnych eliminacjach | Wyniki w poszczególnych eliminacjach | Wyniki w poszczególnych eliminacjach | Wyniki w poszczególnych eliminacjach | Wyniki w poszczególnych eliminacjach | Wyniki w poszczególnych eliminacjach | Wyniki w poszczególnych eliminacjach | Wyniki w poszczególnych eliminacjach | Wyniki w poszczególnych eliminacjach | Pkt.  | Poz. |
| ---- | ------------ | ------------------------------------ | ------------------------------------ | ------------------------------------ | ------------------------------------ | ------------------------------------ | ------------------------------------ | ------------------------------------ | ------------------------------------ | ------------------------------------ | ------------------------------------ | ------------------------------------ | ----- | ---- |
| 2022 | Förch Racing | NÜR                                  | NÜR                                  | RBR                                  | RBR                                  | OSB                                  | OSB                                  | MIS                                  | MIS                                  | MIS                                  | HOC                                  | HOC                                  | 145,3 | 3    |
| 2022 | Förch Racing | R1                                   | R2                                   | R1                                   | R2                                   | R1                                   | R2                                   | R1                                   | R(+)                                 | R2                                   | R1                                   | R2                                   | 145,3 | 3    |
| 2022 | Förch Racing | 3                                    | 2                                    | 3                                    | NU                                   | 3                                    | 6                                    | NU                                   | 2                                    | 1                                    | 3                                    | 2                                    | 145,3 | 3    |

## Wyróżnienia
- 2022: Został wybrany Człowiek Roku 2022 Ziemi Biłgorajskiej w plebiscycie Nowej Gazety Biłgorajskiej[4]